# Save Ukraine
Save Ukraine ist eine ukrainische Wohltätigkeitsorganisation, die 2014 gegründet wurde, um gefährdete Bevölkerungsgruppen zu unterstützen. Dazu gehören Waisen, Kinder in Waisenhäusern, Familien mit Kindern, Kinder mit Behinderungen sowie Minderjährige, die aus den vorübergehend besetzten Gebieten und aus Russland zurückkehren. Zudem setzt sich die Organisation für schwangere Frauen, Familien gefallener Soldaten, ältere Menschen und Binnenvertriebene ein.
Seit Beginn der groß angelegten Invasion im Jahr 2022 spielt Save Ukraine eine zentrale Rolle bei der Rettung und Rehabilitation von Vertriebenen sowie entführten Kindern. Gegründet wurde die Organisation von Mykola Kuleba.

## Überblick
Save Ukraine betreibt das größte Rettungsnetzwerk für Kinder aus den vorübergehend besetzten Gebieten und Russland. In vielen Fällen erfolgt die Arbeit im Auftrag staatlicher Behörden. Seit 2014 hat die Organisation über 160.000 Kinder gerettet. Zwischen Februar 2022 und Januar 2025 konnte Save Ukraine 565 Kinder zurückbringen – das entspricht 55 % der insgesamt 1032 Kinder, die aus den vorübergehend besetzten Gebieten und Russland gerettet wurden.
Die Organisation hat Zeugenaussagen rückgekehrter Kinder dokumentiert, die auf Indoktrination, Identitätsdiebstahl und das gezielte Vorenthalten von Informationen hinweisen. Diese Berichte dienen als Beweismaterial vor dem Internationalen Strafgerichtshof.
Save Ukraine wird von ihrem Direktor und Mitbegründer Mykola Kuleba geleitet. Die Organisation wurde von Forbes Ukraine als eine der 50 größten wohltätigen Stiftungen des Landes anerkannt.

## Wichtigste Aktivitäten

### Evakuierung und Nothilfe
Seit ihrer Gründung konzentriert sich Save Ukraine auf die Evakuierung von Menschen aus Front- und Kriegsgebieten. Zwischen 2014 und 2016 hat die Organisation 55.000 Menschen in Sicherheit gebracht, seit 2022 wurden mehr als 108.000 Menschen gerettet. Das Flüchtlingshilfswerk der Vereinten Nationen (UNHCR) zählt Save Ukraine zu seinen wichtigsten Partnern bei der Bereitstellung von Unterkünften und humanitärer Hilfe.

### Humanitäre Hilfe
Save Ukraine bietet Notunterkünfte, humanitäre Unterstützung und Rehabilitationsmaßnahmen an. Die Organisation betreibt Transitzentren, Sozialdienste und Unterstützungszentren für Binnenvertriebene in der gesamten Ukraine. Die Zentren für Hoffnung und Erholung bieten umfassende Hilfe, darunter psychologische, rechtliche und pädagogische Unterstützung für Familien und Kinder.

### Anwaltschaft und Partnerschaften
Save Ukraine arbeitet eng mit ukrainischen Regierungsstellen zusammen, darunter das Büro des Präsidenten und der Beauftragte des ukrainischen Parlaments. Zudem ist die Organisation aktiv an der Präsidenteninitiative Bring Kids Back UA beteiligt.
Auf internationaler Ebene kooperiert Save Ukraine mit Organisationen und Behörden auf fünf Kontinenten, darunter die Vereinten Nationen, das Europäische Parlament und das Weltwirtschaftsforum. Mykola Kuleba hat die Organisation bei führenden internationalen Foren vertreten, darunter im US-Kongress und im UN-Sicherheitsrat.

### Rehabilitation und Reintegration
Save Ukraine legt großen Wert auf die langfristige Integration von Binnenvertriebenen in die Gesellschaft. Projekte wie Fort Home und Back to School bieten Unterkunft sowie Bildungsmöglichkeiten für Betroffene. Zudem hat die Organisation Rehabilitationszentren eröffnet, darunter eines für Kinder mit Behinderungen in Irpin. Ergänzt wird das Unterstützungsangebot durch soziale Dienste wie Kindertagesstätten und Sozialtaxis.

### Rettungsaktionen für Kinder
Die Rettungsteams von Save Ukraine sind auf die Bergung von Kindern spezialisiert, die nach Russland oder innerhalb der Ukraine entführt oder verschleppt wurden. Aufgrund des hohen Risikos werden diese Einsätze mit gepanzerten Fahrzeugen und speziell geschultem Personal durchgeführt. Bis Januar 2025 konnte Save Ukraine 565 entführte Kinder erfolgreich zurückbringen. Die detaillierte Dokumentation dieser Rettungsaktionen dient internationalen Justizbehörden als Beweismaterial für Kriegsverbrechen.

## Geschichte

### Gründung und erste Jahre (2014–2022)
Save Ukraine entstand 2014 als Freiwilligeninitiative zur Evakuierung von Zivilisten aus dem Donbass. Die erste Evakuierungsaktion fand am 11. Mai 2014 statt und rettete Kinder aus einem Waisenhaus in Slowjansk. Im Januar 2015 wurde die Initiative offiziell als gemeinnützige Organisation registriert. In den ersten Jahren lag der Fokus auf der Evakuierung von Waisenhäusern und der Familienzusammenführung.
Bis Mitte 2016 hatte Save Ukraine 55.000 Menschen evakuiert, die Hilfe für mehr als 120 frontnahe Siedlungen koordiniert und ein umfassendes Netzwerk von Unterstützungszentren für Binnenvertriebene aufgebaut, darunter 60 Sozialküchen.

### Aktivitäten während der groß angelegten Invasion (2022–heute)
Nach der russischen Invasion 2022 weitete Save Ukraine seine Aktivitäten erheblich aus. Die Organisation rettete über 108.000 Menschen und richtete landesweit Transitzentren sowie Sozialdienste ein. Insgesamt wurden 41.000 Kinder und Erwachsene aus Kriegsgebieten evakuiert, darunter 1200 Waisenkinder aus 22 Waisenhäusern.
Im März 2022 startete Save Ukraine eine Hotline und einen Chatbot, die Evakuierungsberatung und psychologische Unterstützung bieten. Bis Anfang 2025 halfen diese Dienste täglich durchschnittlich 300 Menschen. Die Organisation reagierte auch auf von Menschen verursachte Katastrophen, wie die Evakuierungsmaßnahmen nach der Zerstörung des Kachowka-Staudamms.

## Internationale Zusammenarbeit
Zu den Partnern von Save Ukraine gehören das Internationale Komitee vom Roten Kreuz, UNICEF, die OSZE und die Europäische Kommission. Die Organisation ist aktives Mitglied der Internationalen Koalition für die Rückkehr ukrainischer Kinder und arbeitet mit über 40 Ländern zusammen. Die Leitung von Save Ukraine engagiert sich intensiv in der globalen Lobbyarbeit, um auf das Schicksal vertriebener und entführter Kinder aufmerksam zu machen.

## Vision und Auftrag
Die Mission von Save Ukraine ist es, ein sicheres und integratives Umfeld für Kinder und Familien zu schaffen, eine Kultur der Zugehörigkeit zur Gemeinschaft zu fördern und die Rechte der Kinder zu wahren. Der ganzheitliche Ansatz der Organisation hat das Ziel, Leben wieder aufzubauen und gleichzeitig die Familieneinheiten zu erhalten und zu stärken.

## Kriegsverbrechen dokumentieren
Save Ukraine sammelt akribisch Beweise für Verbrechen, die an ukrainischen Kindern begangen wurden, einschließlich Indoktrination und Verschleierung ihrer Identität. Diese Dokumentationen tragen maßgeblich zu internationalen Gerichtsverfahren und der Lobbyarbeit bei.

## Erfolge
- Rettung von 565 Kindern aus den vorübergehend besetzten Gebieten und Russland seit 2022.[14]
- Evakuierung von über 160.000 Menschen aus Kriegsgebieten.[2][13]
- Anerkennung durch Forbes Ukraine als eine der 50 größten gemeinnützigen Stiftungen.[18]
- Partnerschaften mit dem UN-Flüchtlingshilfswerk und weiteren internationalen Organisationen.[19]
- Einrichtung zahlreicher Hilfs- und Rehabilitationszentren im ganzen Land.